# Okręg wyborczy nr 6 do Sejmu Rzeczypospolitej Polskiej (1993–2001)
Okręg wyborczy nr 6 do Sejmu Rzeczypospolitej Polskiej (1993–2001) obejmował województwo bydgoskie. W ówczesnym kształcie został utworzony w 1993. Wybieranych było w nim 11 posłów w systemie proporcjonalnym.
Siedzibą okręgowej komisji wyborczej była Bydgoszcz.

## Wyniki wyborów
| Podział 11 mandatów: SLD: 6 UP: 1 PSL: 2 UD: 2 |

| Podział 11 mandatów: SLD: 5 PSL: 1 UW: 1 AWS: 4 |

## Reprezentanci okręgu
| Sejm | Rok  | Poseł KW                                     | Poseł KW                                     | Poseł KW                                     | Poseł KW                                     | Poseł KW                                     | Poseł KW                                     | Poseł KW                                     | Poseł KW                                     | Poseł KW                                     | Poseł KW                                     | Poseł KW                                     | Poseł KW                                     | Poseł KW                                     | Poseł KW                                     | Poseł KW                                     | Poseł KW                                     | Poseł KW                                     | Poseł KW                                     | Poseł KW                                     | Poseł KW                                     | Poseł KW                                     | Poseł KW                                     |
| ---- | ---- | -------------------------------------------- | -------------------------------------------- | -------------------------------------------- | -------------------------------------------- | -------------------------------------------- | -------------------------------------------- | -------------------------------------------- | -------------------------------------------- | -------------------------------------------- | -------------------------------------------- | -------------------------------------------- | -------------------------------------------- | -------------------------------------------- | -------------------------------------------- | -------------------------------------------- | -------------------------------------------- | -------------------------------------------- | -------------------------------------------- | -------------------------------------------- | -------------------------------------------- | -------------------------------------------- | -------------------------------------------- |
| II   | 1993 |                                              | A. Bańkowska SLD                             |                                              | J. Zemke SLD                                 |                                              | J. Rulewski UD (1993) UW (1997)              |                                              | G. Gruszka SLD                               |                                              | P. Pankanin UP                               |                                              | M. Kurnatowska PSL                           |                                              | B. Hyla-Makowska SLD                         |                                              | W. Deręgowski SLD                            |                                              | S. Ciesielski PSL                            |                                              | Z. Cybulski SLD                              |                                              | M. Zajączkowska UD                           |
| III  | 1997 |                                              | A. Bańkowska SLD                             |                                              | J. Zemke SLD                                 | R. Brejza AWS                                | J. Rulewski UD (1993) UW (1997)              | E. Kłopotek PSL                              | G. Gruszka SLD                               |                                              | K. Złotowski AWS                             |                                              | G. Schreiber AWS                             |                                              | B. Hyla-Makowska SLD                         | T. Lewandowski AWS                           | W. Deręgowski SLD                            |                                              |                                              |                                              |                                              |                                              |                                              |
| IV   | 2001 | okręg zniesiony – patrz okręgi nr 4, 26 i 37 | okręg zniesiony – patrz okręgi nr 4, 26 i 37 | okręg zniesiony – patrz okręgi nr 4, 26 i 37 | okręg zniesiony – patrz okręgi nr 4, 26 i 37 | okręg zniesiony – patrz okręgi nr 4, 26 i 37 | okręg zniesiony – patrz okręgi nr 4, 26 i 37 | okręg zniesiony – patrz okręgi nr 4, 26 i 37 | okręg zniesiony – patrz okręgi nr 4, 26 i 37 | okręg zniesiony – patrz okręgi nr 4, 26 i 37 | okręg zniesiony – patrz okręgi nr 4, 26 i 37 | okręg zniesiony – patrz okręgi nr 4, 26 i 37 | okręg zniesiony – patrz okręgi nr 4, 26 i 37 | okręg zniesiony – patrz okręgi nr 4, 26 i 37 | okręg zniesiony – patrz okręgi nr 4, 26 i 37 | okręg zniesiony – patrz okręgi nr 4, 26 i 37 | okręg zniesiony – patrz okręgi nr 4, 26 i 37 | okręg zniesiony – patrz okręgi nr 4, 26 i 37 | okręg zniesiony – patrz okręgi nr 4, 26 i 37 | okręg zniesiony – patrz okręgi nr 4, 26 i 37 | okręg zniesiony – patrz okręgi nr 4, 26 i 37 | okręg zniesiony – patrz okręgi nr 4, 26 i 37 | okręg zniesiony – patrz okręgi nr 4, 26 i 37 |

### Wybory parlamentarne 1993
| Komitet wyborczy                                      | Komitet wyborczy                                         | Głosów  | %     | Mandaty | Wybrani posłowie                                                                                           |
| ----------------------------------------------------- | -------------------------------------------------------- | ------- | ----- | ------- | --- |
|                                                       | Sojusz Lewicy Demokratycznej                             | 126 369 | 29,41 | 6       | Anna Bańkowska, Janusz Zemke, Grzegorz Gruszka, Barbara Hyla-Makowska, Witold Deręgowski, Zygmunt Cybulski |
|                                                       | Polskie Stronnictwo Ludowe                               | 47 342  | 11,02 | 2       | Maria Kurnatowska, Stanisław Ciesielski                                                                    |
|                                                       | Unia Demokratyczna                                       | 43 932  | 10,22 | 2       | Jan Rulewski, Maria Zajączkowska                                                                           |
|                                                       | Porozumienie Centrum                                     | 29 211  | 6,80  | –       | |
|                                                       | Unia Pracy                                               | 29 181  | 6,79  | 1       | Piotr Pankanin                                                                                             |
|                                                       | Katolicki Komitet Wyborczy „Ojczyzna”                    | 26 334  | 6,13  | –       | |
|                                                       | Bezpartyjny Blok Wspierania Reform                       | 20 071  | 4,67  | –       | |
|                                                       | Samoobrona – Leppera                                     | 18 346  | 4,27  | –       | |
|                                                       | Konfederacja Polski Niepodległej                         | 16 192  | 3,77  | –       | |
|                                                       | Kongres Liberalno-Demokratyczny                          | 15 917  | 3,70  | –       | |
|                                                       | Partia X                                                 | 13 945  | 3,25  | –       | |
|                                                       | Niezależny Samorządny Związek Zawodowy „Solidarność”     | 12 650  | 2,94  | –       | |
|                                                       | Unia Polityki Realnej                                    | 12 083  | 2,81  | –       | |
|                                                       | Koalicja dla Rzeczypospolitej                            | 6800    | 1,58  | –       | |
|                                                       | Polskie Stronnictwo Ludowe – Porozumienie Ludowe         | 5506    | 1,28  | –       | |
|                                                       | Polska Partia Przyjaciół Piwa                            | 3668    | 0,85  | –       | |
|                                                       | NOT Stowarzyszenia Techniczne                            | 1166    | 0,27  | –       | |
|                                                       | Polska Wspólnota Narodowa – Polskie Stronnictwo Narodowe | 1019    | 0,24  | –       | |
| Frekwencja: 57,05% Źródło: Państwowa Komisja Wyborcza |                                                          |         |       |         | |

Poniższa tabela przedstawia podział mandatów dla komitetów wyborczych na podstawie uzyskanych głosów, a następnie obliczonych ilorazów wyborczych na podstawie metody D’Hondta.
| Podział mandatów dla komitetów wyborczych na podstawie metody D’Hondta | Podział mandatów dla komitetów wyborczych na podstawie metody D’Hondta | Podział mandatów dla komitetów wyborczych na podstawie metody D’Hondta | Podział mandatów dla komitetów wyborczych na podstawie metody D’Hondta | Podział mandatów dla komitetów wyborczych na podstawie metody D’Hondta | Podział mandatów dla komitetów wyborczych na podstawie metody D’Hondta | Podział mandatów dla komitetów wyborczych na podstawie metody D’Hondta | Podział mandatów dla komitetów wyborczych na podstawie metody D’Hondta | Podział mandatów dla komitetów wyborczych na podstawie metody D’Hondta | Podział mandatów dla komitetów wyborczych na podstawie metody D’Hondta | Podział mandatów dla komitetów wyborczych na podstawie metody D’Hondta | Podział mandatów dla komitetów wyborczych na podstawie metody D’Hondta | Podział mandatów dla komitetów wyborczych na podstawie metody D’Hondta | Podział mandatów dla komitetów wyborczych na podstawie metody D’Hondta |
| Komitet wyborczy                                                       | Komitet wyborczy                                                       | Liczba głosów                                                          | Iloraz wyborczy                                                        | Iloraz wyborczy                                                        | Iloraz wyborczy                                                        | Iloraz wyborczy                                                        | Iloraz wyborczy                                                        | Iloraz wyborczy                                                        | Iloraz wyborczy                                                        | Iloraz wyborczy                                                        | Iloraz wyborczy                                                        | Mandaty                                                                | TP                                                                     |
| Komitet wyborczy                                                       | Komitet wyborczy                                                       | Liczba głosów                                                          | /1                                                                     | /2                                                                     | /3                                                                     | /4                                                                     | /5                                                                     | /6                                                                     | /7                                                                     | ...                                                                    | /11                                                                    | Mandaty                                                                | TP                                                                     |
| ---------------------------------------------------------------------- | ---------------------------------------------------------------------- | ---------------------------------------------------------------------- | ---------------------------------------------------------------------- | ---------------------------------------------------------------------- | ---------------------------------------------------------------------- | ---------------------------------------------------------------------- | ---------------------------------------------------------------------- | ---------------------------------------------------------------------- | ---------------------------------------------------------------------- | ---------------------------------------------------------------------- | ---------------------------------------------------------------------- | ---------------------------------------------------------------------- | ---------------------------------------------------------------------- |
|                                                                        | Sojusz Lewicy Demokratycznej                                           | 126 369                                                                | 126 369                                                                | 63 185                                                                 | 42 123                                                                 | 31 592                                                                 | 25 274                                                                 | 21 062                                                                 | 18 053                                                                 | ...                                                                    | 11 488                                                                 | 6                                                                      | 4,91                                                                   |
|                                                                        | Polskie Stronnictwo Ludowe                                             | 47 342                                                                 | 47 342                                                                 | 23 671                                                                 | 15 781                                                                 | 11 836                                                                 | 9468                                                                   | 7890                                                                   | 6763                                                                   | ...                                                                    | 4304                                                                   | 2                                                                      | 1,84                                                                   |
|                                                                        | Unia Demokratyczna                                                     | 43 932                                                                 | 43 932                                                                 | 21 966                                                                 | 14 644                                                                 | 10 983                                                                 | 8786                                                                   | 7322                                                                   | 6276                                                                   | ...                                                                    | 3994                                                                   | 2                                                                      | 1,71                                                                   |
|                                                                        | Unia Pracy                                                             | 29 181                                                                 | 29 181                                                                 | 14 591                                                                 | 9727                                                                   | 7295                                                                   | 5836                                                                   | 4864                                                                   | 4169                                                                   | ...                                                                    | 2653                                                                   | 1                                                                      | 1,13                                                                   |
|                                                                        | Bezpartyjny Blok Wspierania Reform                                     | 20 071                                                                 | 20 071                                                                 | 10 036                                                                 | 6690                                                                   | 5018                                                                   | 4014                                                                   | 3345                                                                   | 2867                                                                   | ...                                                                    | 1825                                                                   | 0                                                                      | 0,78                                                                   |
|                                                                        | Konfederacja Polski Niepodległej                                       | 16 192                                                                 | 16 192                                                                 | 8096                                                                   | 5397                                                                   | 4048                                                                   | 3238                                                                   | 2699                                                                   | 2313                                                                   | ...                                                                    | 1472                                                                   | 0                                                                      | 0,63                                                                   |
| Ogółem                                                                 | Ogółem                                                                 | 283 087                                                                | —                                                                      | —                                                                      | —                                                                      | —                                                                      | —                                                                      | —                                                                      | —                                                                      | —                                                                      | —                                                                      | 11                                                                     | 11                                                                     |

### Wybory parlamentarne 1997
| Komitet wyborczy                                      | Komitet wyborczy                          | Głosów  | %     | Mandaty | Wybrani posłowie                                                                         |
| ----------------------------------------------------- | ----------------------------------------- | ------- | ----- | ------- | ---------------------------------------------------------------------------------------- |
|                                                       | Sojusz Lewicy Demokratycznej              | 140 352 | 36,99 | 5       | Anna Bańkowska, Grzegorz Gruszka, Janusz Zemke, Barbara Hyla-Makowska, Witold Deręgowski |
|                                                       | Akcja Wyborcza Solidarność                | 104 809 | 27,62 | 4       | Ryszard Brejza, Kosma Złotowski, Grzegorz Schreiber, Tadeusz Lewandowski                 |
|                                                       | Unia Wolności                             | 43 629  | 11,50 | 1       | Jan Rulewski                                                                             |
|                                                       | Polskie Stronnictwo Ludowe                | 24 369  | 6,42  | 1       | Eugeniusz Kłopotek                                                                       |
|                                                       | Ruch Odbudowy Polski                      | 16 923  | 4,46  | –       |                                                                                          |
|                                                       | Unia Pracy                                | 16 562  | 4,36  | –       |                                                                                          |
|                                                       | Krajowa Partia Emerytów i Rencistów       | 12 320  | 3,25  | –       |                                                                                          |
|                                                       | Krajowe Porozumienie Emerytów i Rencistów | 7902    | 2,08  | –       |                                                                                          |
|                                                       | Unia Prawicy Rzeczypospolitej             | 5870    | 1,55  | –       |                                                                                          |
|                                                       | Blok dla Polski                           | 5835    | 1,54  | –       |                                                                                          |
|                                                       | Przymierze Samoobrona                     | 859     | 0,23  | –       |                                                                                          |
| Frekwencja: 48,16% Źródło: Państwowa Komisja Wyborcza |                                           |         |       |         |                                                                                          |

Poniższa tabela przedstawia podział mandatów dla komitetów wyborczych na podstawie uzyskanych głosów, a następnie obliczonych ilorazów wyborczych na podstawie metody D’Hondta.
| Podział mandatów dla komitetów wyborczych na podstawie metody D’Hondta | Podział mandatów dla komitetów wyborczych na podstawie metody D’Hondta | Podział mandatów dla komitetów wyborczych na podstawie metody D’Hondta | Podział mandatów dla komitetów wyborczych na podstawie metody D’Hondta | Podział mandatów dla komitetów wyborczych na podstawie metody D’Hondta | Podział mandatów dla komitetów wyborczych na podstawie metody D’Hondta | Podział mandatów dla komitetów wyborczych na podstawie metody D’Hondta | Podział mandatów dla komitetów wyborczych na podstawie metody D’Hondta | Podział mandatów dla komitetów wyborczych na podstawie metody D’Hondta | Podział mandatów dla komitetów wyborczych na podstawie metody D’Hondta | Podział mandatów dla komitetów wyborczych na podstawie metody D’Hondta | Podział mandatów dla komitetów wyborczych na podstawie metody D’Hondta | Podział mandatów dla komitetów wyborczych na podstawie metody D’Hondta |
| Komitet wyborczy                                                       | Komitet wyborczy                                                       | Liczba głosów                                                          | Iloraz wyborczy                                                        | Iloraz wyborczy                                                        | Iloraz wyborczy                                                        | Iloraz wyborczy                                                        | Iloraz wyborczy                                                        | Iloraz wyborczy                                                        | Iloraz wyborczy                                                        | Iloraz wyborczy                                                        | Mandaty                                                                | TP                                                                     |
| Komitet wyborczy                                                       | Komitet wyborczy                                                       | Liczba głosów                                                          | /1                                                                     | /2                                                                     | /3                                                                     | /4                                                                     | /5                                                                     | /6                                                                     | ...                                                                    | /11                                                                    | Mandaty                                                                | TP                                                                     |
| ---------------------------------------------------------------------- | ---------------------------------------------------------------------- | ---------------------------------------------------------------------- | ---------------------------------------------------------------------- | ---------------------------------------------------------------------- | ---------------------------------------------------------------------- | ---------------------------------------------------------------------- | ---------------------------------------------------------------------- | ---------------------------------------------------------------------- | ---------------------------------------------------------------------- | ---------------------------------------------------------------------- | ---------------------------------------------------------------------- | ---------------------------------------------------------------------- |
|                                                                        | Sojusz Lewicy Demokratycznej                                           | 140 352                                                                | 140 352                                                                | 70 176                                                                 | 46 784                                                                 | 35 088                                                                 | 28 070                                                                 | 23 392                                                                 | ...                                                                    | 12 759                                                                 | 5                                                                      | 4,68                                                                   |
|                                                                        | Akcja Wyborcza Solidarność                                             | 104 809                                                                | 104 809                                                                | 52 405                                                                 | 34 936                                                                 | 26 202                                                                 | 20 962                                                                 | 17 486                                                                 | ...                                                                    | 9528                                                                   | 4                                                                      | 3,49                                                                   |
|                                                                        | Unia Wolności                                                          | 43 629                                                                 | 43 629                                                                 | 21 815                                                                 | 14 543                                                                 | 10 907                                                                 | 8726                                                                   | 7272                                                                   | ...                                                                    | 3966                                                                   | 1                                                                      | 1,45                                                                   |
|                                                                        | Polskie Stronnictwo Ludowe                                             | 24 369                                                                 | 24 369                                                                 | 12 185                                                                 | 8123                                                                   | 6092                                                                   | 4874                                                                   | 4062                                                                   | ...                                                                    | 2215                                                                   | 1                                                                      | 0,81                                                                   |
|                                                                        | Ruch Odbudowy Polski                                                   | 16 923                                                                 | 16 923                                                                 | 8462                                                                   | 5641                                                                   | 4231                                                                   | 3385                                                                   | 2821                                                                   | ...                                                                    | 1538                                                                   | 0                                                                      | 0,56                                                                   |
| Ogółem                                                                 | Ogółem                                                                 | 330 082                                                                | —                                                                      | —                                                                      | —                                                                      | —                                                                      | —                                                                      | —                                                                      | —                                                                      | —                                                                      | 11                                                                     | 11                                                                     |